# Meritites II
Meritites II, Meritiotes, Meritetes o, fins i tot, per l'egiptologia Meritites A (Mrj.t jt=s, "estimada del seu pare") va ser una princesa egípcia de la IV Dinastia. Probablement era filla del rei Khufu i de Meritites I, ja que a la mastaba G 7650, la de Meritites II, s'hi esmenta a la reina. Es va casar amb el director del palau Akhethotep (un oficial no reial de la cort) i va tenir diversos fills amb ell. Meritites i el seu marit van ser enterrats junts a la mastaba G 7650 de Guiza.

## Biografia
Meritites II era segurament filla de Khufu, ja que s'esmenta amb el títol de Filla del Rei del seu Cos i, també, per la ubicació de la seva tomba relacionada amb la del rei Khufu. Meritites va ser també Profetessa de Khufu, Hathor i Neith.
Meritites estava casada amb Akhethotep, que era director del palau. Altres títols coneguts d'Akhethotep van ser Amic únic, Sacerdot del Bas de Nekhen i Supervisor de pescadors / caçadors. A la seva tomba s'hi representen diversos nens. Un bloc de la col·lecció McGregor, avui a Lisboa, mostra dues filles; una d'aquestes filles porta el nom de Hetepheres i de l'altra només se n'ha conservat una part del nom: Khufu [...].

## Enterrament

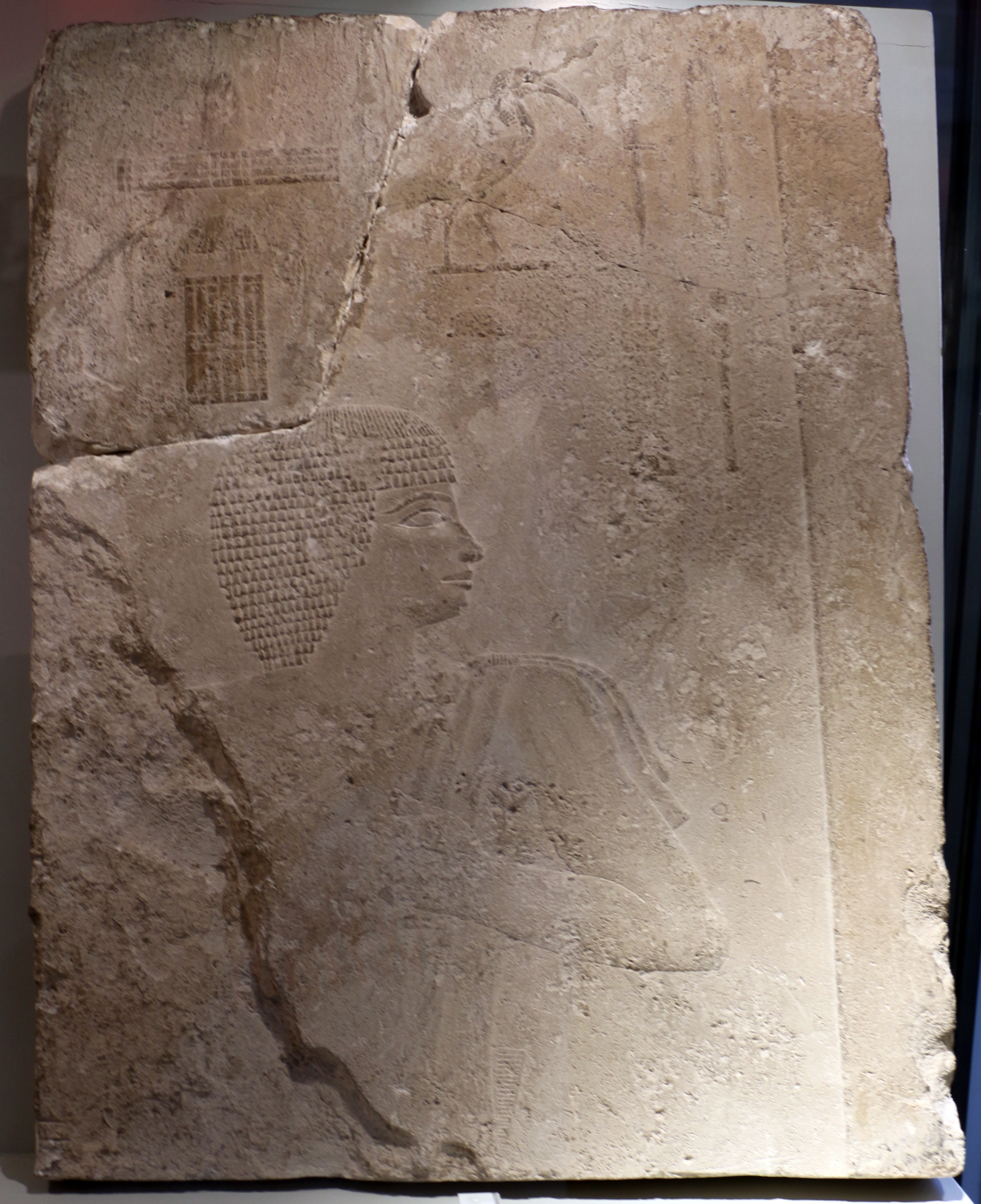
Relleu que representa el marit del Meritites II, Akhethotep, extret de la seva mastaba (G 7650), i avui al Museo Barracco de Roma.

Akhethotep i Meritites van ser enterrats a Guiza, a la tomba G 7650. La mastaba és de pedra i la sala d’ofrenes interior està decorada. A Akhethotep se'l representa amb la seva dona Meritites i els assistents en algunes de les escenes. En una escena, Akhethotep va acompanyat de dues filles. A la fossa C s'hi va descobrir un sarcòfag de granit vermell amb la representació d'una façana de palau esculpida.
Meritites van morir durant el regnat del seu germà Khafre.